# یدالله دهستانی
میرزا یدالله خان دهستانی (۱۲۶۲خ تفرش - ۱۳۳۶خ) معروف به نظامی نماینده شهریار و ساوجبلاغ در دوره‌های پنجم تا چهاردهم مجلس شورای ملی و نماینده قزوین در دوره‌های اول و دوم مجلس سنا بود. او از پیشگامان مبارزه با مالاریا در ایران به‌شمار می‌رود.
ایشان همچنین مالک روستا کردان در ساوجبلاغ و روستای صوفی اباد یا همان شاهین ویلا امروزی در استان البرز نیز بودند.
میرزا یدالله فرزند عبدالوهاب خان بود. در شش ماهگی پدر و در حدود هشت ماهگی مادرش را از دست داد. در مکتبخانه‌های تفرش تحصیل کرد و در شانزده سالگی به تهران رفت و با میرزابنویسی زندگی اش را اداره کرد. سپس در مالیه استخدام شد و در حدود سال ۱۳۰۰ خورشیدی امین مالیه شهریار بود. ابتدا نام خانوادگی نظامی برگزید و سپس آن را به دهستانی تغییر داد. در انتخابات دوره پنجم مجلس شورای ملی از شهریار انتخاب شد و این کرسی را تا دوره چهاردهم حفظ کرد.

## مبارزه با مالاریا
دهستانی از همان آغاز ورود به مجلس به وضعیت بهداشت و آموزش در منطقه شهریار و ساوجبلاغ همت گماشت. در دوم خرداد ۱۳۰۳ طرحی به مجلس داد که برای مبارزه با مالاریا، باتلاق و سیاه آب روستای چمن کمال‌آباد خشکانده شود اما با وجود تلاش و پیگیری او و با اینکه در هر فرصتی در مجلس نسبت به وضعیت مالاریا در منطقه شهریار هشدار می‌داد و خواستار طرح پیشنهاد خود بود، به دستور گذاشتن خواسته او بیش از سه سال طول کشید و به دوره بعدی مجلس انجامید که سرانجام در ۲۴ بهمن ۱۳۰۶ رأی داد خشکاندن باتلاقهای خوار و شهریار در قانون بودجه سال ۱۳۰۷ گنجانده شود.
پس از یدالله خان پسرش عبدالعلی دهستانی از دوره پانزدهم به بعد نماینده شهریار و ساوجبلاغ شد.
یدالله خان مالک روستای صوفی آباد بود که آن را به بهای ششصد هزار تومان خرید. این روستا اکنون شاهین‌ویلا نام دارد و بخشی از شمال شهر کرج است. وی همچنین زمینی در حصارک کرج برای احداث بیمارستان به دولت اهدا کرد که در سال ۱۳۴۵ در آن بیمارستانی تأسیس شد که اکنون بیمارستان شهید رجائی نام دارد.